# 100-й Нью-Йоркский пехотный полк
100-й Нью-Йоркский добровольческий пехотный полк (англ. 100th New York Volunteer Infantry Regiment), — один из пехотных полков армии Союза во время Гражданской войны в США. Полк был сформирован весной 1862 года, участвовал в Кампании на Полуострове, после чего служил на каролинском побережье и участвовал в штурме форта Вагнер. 1864 году участвовал в кампании Батлера на реке Джеймс, затем в осаде и штурме Петерсберга, преследовании отступающей Северовирджинской армии и сражении при Аппоматтоксе.

## Формирование

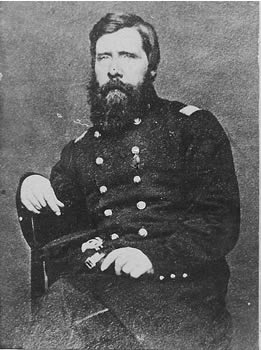
Полковник Джеймс Браун

Полк был сформирован в Буффало 2 сентября 1861 года под руководством генерала Густавуса Скроггса, как один из полков его бригады. С сентября 1861 по январь 1862 года роты полка были постепенно приняты а службу в армию США сроком на 3 года. 5 февраля 1862 года полк получил свою нумерацию.
Роты полка были набраны в основном: А — в Буффало, Франклинвилле, Спрингвлле и Огденсберге; В — в Аттике, Батавии, Бергене, Каледонии, Гринвуде, Кригсвилле, Джеймстауне, Ле-Рой, Лоди и Персии; С — в Буффало, Брайтоне, Пембруке, Рочестере и Уайт-Корнерс; D — в Буффало, Гранд-Айленде, Тонаванде и Уитфилде; E — в Буффало, Каттараугусе, Данкирке, Мейвилле, Портленде и Вестфилде, G — в Буффало, H — в Буффало, Аркрайте, Черри-Крик, Эллингтоне, Гановере, Ирвинге и Вилланова; I и K — в Буффало.
Первым командиром полка стал полковник Джеймс Браун, подполковником — Финеас Стентон, майором — Кельвин Отис.

## Боевой путь
7 марта 1862 года полк отправился из Буффало в Нью-Йорк, откуда 10 марта был переправлен в Вашингтон и включён в бригаду Генри Негли (дивизия Сайласа Кейси, IV корпус). 28 марта полк был отправлен на Вирджинский полуостров, где участвовал в осаде Йорктауна. После сдачи Йорктауна бригада участвовала в преследовании отступающего противника и сражении при Уильямсберге. После сражения бригада наступала на Ричмонд и 31 мая полк участвовал в сражении при Севен-Пайнс, где был одним из 4-х полков, которые были выдвинуты на передовую позицию и первыми попали под удар.
При Севен-Пайнс полк понёс тяжёлые потери: выбыло из строя 176 человек. Полковник Браун был убит и на его место был переведён полковник регулярной армии, Джордж Денди.